# Athanasios Eftaxias

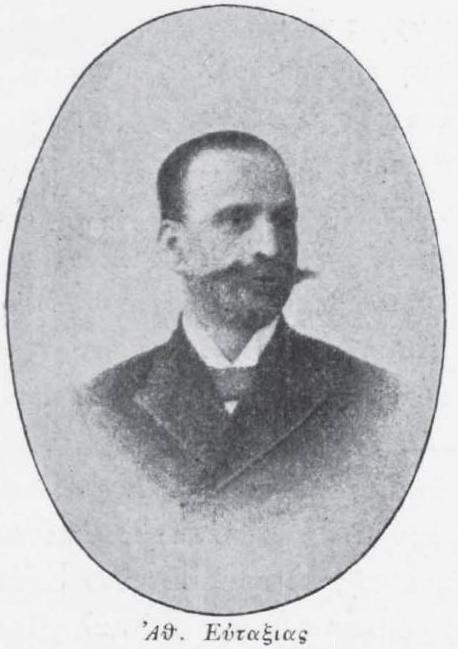
Athanasios Eftaxias

Athanasios Eftaxias (griechisch Αθανάσιος Ευταξίας, * 1849 in Amfikleia, Lokris; † 1931) war ein griechischer Politiker und ehemaliger Ministerpräsident.
Der Sohn eines Priesters begann seine politische Laufbahn nach einem Studium mit der Wahl zum Abgeordneten der Nationalversammlung (Voulí ton Ellínon). Dort vertrat er den Wahlbezirk von Phthiotis. Später war er zunächst Finanzminister von August 1909 bis Januar 1910 sowie zugleich von Januar bis Oktober 1910 Innenminister in den Kabinetten von Kiriakoulis Mavromichalis und Stephanos Dragoumis. Im Übergangskabinett von Nikolaos Triantafyllakos war er im September 1922 erneut Finanzminister.
Vom 19. Juli bis zum 23. August 1926 war er schließlich selbst Ministerpräsident einer Übergangsregierung.

## Biographische Quellen und Hintergrundinformationen
- Biographische Notizen
- Ministerliste der Regierungen 1899–1924 (Memento vom 27. Mai 2007 im Internet Archive)
- Wahlergebnisse 1926–1936 (Memento vom 4. Februar 2012 im Internet Archive)
- Ministerliste der Regierungen 1924–1946 (Memento vom 20. Dezember 2007 im Internet Archive)

| Vorgänger          | Amt                                   | Nachfolger        |
| ------------------ | ------------------------------------- | ----------------- |
| Theodoros Pangalos | Premierminister von Griechenland 1926 | Georgios Kondylis |

| Personendaten    | Personendaten                                           |
| ---------------- | ------------------------------------------------------- |
| NAME             | Eftaxias, Athanasios                                    |
| ALTERNATIVNAMEN  | Ευταξίας, Αθανάσιος (griechisch)                        |
| KURZBESCHREIBUNG | griechischer Politiker und ehemaliger Ministerpräsident |
| GEBURTSDATUM     | 1849                                                    |
| GEBURTSORT       | Amfikleia, Lokris                                       |
| STERBEDATUM      | 1931                                                    |